# Chlef
Chlef (în arabă الشلف‎, cunoscut în Antichitate sub denumirea de Castellum Tingitanum, în epoca franceză Orléansville, iar după obținerea independenței Algeriei, sub denumirea de El-Asnam) este un oraș  în provincia (wilaya) Chlef, Algeria, situat la 200 km, la sud-vest de Alger și la 210 km la nord-est de Oran. Are rol de reședință a provinciei.
În secolul al XX-lea, orașul Orléansville / El-Asnam a cunoscut două cutremure de pământ majore. Primul a avut loc la 9 septembrie 1954 (bilanț: 1.340 de morți și 5.000 de răniți), iar al doilea, la 10 octombrie 1980, a distrus 80% din oraș. În urma acestui cutremur de pământ, orașul a primit numele actual, Chlef.

## Personalități
- Paul Robert, (1910 - 1980), avocat, lexicograf, editor francez, născut la Chlef, pe atunci Orléansville, în Algeria franceză.